# Zeugin aus der Hölle
Zeugin aus der Hölle ist ein deutsch-jugoslawisches Filmdrama aus dem Jahre 1965 mit Heinz Drache, Irene Papas und Daniel Gélin in den Hauptrollen. Es handelt sich dabei um einen der ganz wenigen bundesrepublikanischen Filme, die den Holocaust und seine Nachwirkungen auf die überlebenden Opfer thematisieren.

## Handlung
Staatsanwalt Dr. Hoffmann von der Zentralen Stelle der Landesjustizverwaltungen zur Aufklärung nationalsozialistischer Verbrechen in Ludwigsburg ist ein äußerst resoluter Vertreter der bundesrepublikanischen Staatsmacht, wenn es darum geht, NS-Verbrechern auf die Spur zu kommen. Seitdem er ein soeben erst ins Deutsche übersetztes Buch des jugoslawischen Autors Bora Petrovic gelesen hat, das dieser vor rund zwanzig Jahren schrieb, ist ein älterer, sich kultiviert gebender Herr in Hoffmanns Visier geraten: ein Arzt namens Dr. Berger. Dieser Mann soll als Lagerarzt in einem Konzentrationslager verbrecherische Experimente an Häftlingen vorgenommen haben. Eine dieser Gefangenen war die polnische Jüdin Lea Weiss. Berger soll sie während ihrer Lagerhaft sterilisiert haben, und die Frau soll gezwungen worden sein, in einem lagereigenen Bordell zu arbeiten und dem Lagerkommandanten und ihm sexuelle Dienste zu erweisen.
Die Wirtschaftswunderjahre haben Dr. Berger eine für die Bundesrepublik nicht untypische Nachkriegskarriere ermöglicht; heute ist er wissenschaftlicher Direktor einer großen pharmazeutischen Fabrik, ein angesehener Großbürger. Der Schlüssel zur Überführung Bergers liegt in der Zeugenaussage von Lea Weiss, die, einst mit einem Franzosen namens Clement verheiratet, mittlerweile verwitwet ist. Doch nach anfänglicher Bereitwilligkeit zur Aussage schweigt Lea Clement-Weiss nun weitgehend zu den Vorgängen von damals; zu tief sitzt der Schmerz, zu gewaltig ist die Scham, zu groß der Druck durch den Rechtsanwalt von Walden. Wenn sie sich zu den Vorgängen von einst äußert, dann in der Terminologie, die auch Dr. Berger bei seiner Vernehmung durch Hoffmann einsetzt: beide halten die staatsanwaltlichen Anwürfe für „übertrieben“ und sprechen bezüglich der Ereignisse im Lager von „Mystifikation“. Um den Hintergründen von Leas Verhalten auf die Spur zu kommen, reist Hoffmann nach Belgrad. Er sucht Petrovic auf, der gleich nach Kriegsende als junger Journalist die Aussagen Leas protokolliert hatte. Auch der Name Dr. Berger kam in Petrovics Buch häufig vor. Hoffmann sieht hier, sollte Lea weiterhin schweigen, seine letzte Chance, den gewissenlosen Mediziner endlich zu überführen. Hoffmann befragt Petrovic, für wie glaubwürdig er Lea Weiss‘ Ausführungen von damals hält. Lea stritt ja nunmehr all dies ab, was Petrovic in seinem auf ihren Aussagen beruhenden Buch publiziert hat.
Petrovic beharrt auf der Richtigkeit der Aussagen, kann sich keinen Reim auf Leas Schweigen bzw. Verleugnen der ihm gegenüber gemachten Aussagen machen. Auf Hoffmanns Bitte begleitet Petrovic ihn nach Deutschland, um Lea umzustimmen. Als beide Männer ein auf Film gebanntes Interview mit dem bislang nur als Phantom auftauchenden KZ-Arzt betrachten, in dem Berger mit jovialer Selbstgefälligkeit abwiegelt und alles herunterspielt, sich rechtfertigt und sich schlussendlich mit seinen Experimenten als Wohltäter der Menschheit darstellt, reagieren beide in einer Mischung aus Ekel und Fassungslosigkeit. Bald beginnen alle Seiten an der schwersttraumatisierten Frau zu zerren: Staatsanwalt Hoffmann, der Leas Aussage unbedingt benötigt, um Dr. Berger seiner gerechten Strafe zuzuführen, und Rechtsanwalt von Walden, vom Auftreten her mal ruppig, mal samten, stets aber hartgesotten und kaltschnäuzig. Drohanrufe, die die fragile Zeugin aus der Hölle einschüchtern sollen, verstärken noch den auf Lea ausgeübten Druck. Hoffmanns Unnachgiebigkeit in der Täterverfolgung, die von Mal zu Mal immer weniger Rücksicht auf die Gesamtkonstitution seiner Zeugin nimmt, löst schlussendlich in Lea Weiss eines Tages eine emotionale Katastrophe aus, die im Freitod endet.
Doch zuvor will sie aufräumen mit ihrer Vergangenheit, die Angst und das Trauma endlich loswerden. Und so beginnt sie zu reden. In Anwesenheit von dem während der Vernehmung zunehmend unangenehm berührten Bora gibt sie Hoffmann gegenüber Auskunft über alle Details, sagt über Bergers Sterilisationsexperimente: „Er rühmte sich vor mir, diese Methode der Sterilisierung war seine Erfindung.“ Dann lässt sie durchblicken, dass sie gezwungenermaßen, um zu überleben, Dr. Bergers Geliebte wurde – nein: werden musste. Zu Hoffmanns und Petrovics Entsetzen verschwimmen für einen Moment die Grenzen zwischen Gut und Böse, zwischen Täter und Opfer. Lea sagt: „Ich weiß, Sie hätten lieber gehabt, dass ihre Zeugin ein unschuldiges, reines Opfer ist. Ein Engel, der anklagt. Bedaure. Der kleine Engel ist durch die Hölle gegangen und hat sich die schneeweißen Flügel ein wenig versengt.“ Erst einmal in Fahrt, bricht es aus Lea heraus: „Sie wollten die Wahrheit? Dann hören Sie die Wahrheit bis zum Ende. Als Berger von mir genug hatte, überließ er mich einem Kollegen, der ebenfalls experimentierte. Er machte Unterkühl-Versuche. Sie wissen wie das zuging?“ In Rückblenden sieht man Lea Weiss im Lazarettlager, eine Momentaufnahme realen Leidens in der KZ-Hölle.

## Produktionsnotizen, Hintergründe, Wissenswertes
Zeugin aus der Hölle (auch gelegentlich als Die Zeugin aus der Hölle geführt) wurde vom 9. August bis zum 9. Oktober 1965 in den CCC-Studios in Berlin und in den Ateliers der Avala-Film, Belgrad, gedreht. Die Außenaufnahmen entstanden in Jugoslawien. Der Arbeitstitel war Bittere Kräuter. In Jugoslawien lief der Film am 1. März 1966 an, die deutsche Erstaufführung fand am 29. Juni 1967 im Rahmen der Internationalen Filmfestspiele Berlin statt. Deutscher Massenstart war am 7. Juli 1967. Am 8. März 2001 wurde Die Zeugin aus der Hölle erstmals im deutschen Fernsehen (ZDF) ausgestrahlt.
Die Filmbauten in Berlin entwarf Heinrich Weidemann.
Die Herstellung von Die Zeugin aus der Hölle fiel in eine Zeit, in der das internationale Kino den Holocaust und seine Auswirkung auf die Psyche der Betroffenen als Filmthema entdeckte. Infolge von Gillo Pontecorvos Kapo-Film von 1960 entstanden Mitte der 60er Jahre eine Reihe von Filmen, die auf ernsthafte Weise den nationalsozialistischen Rassenwahn, den Völkermord an den Juden und die psychologischen Folgen für die Überlebenden behandelten, darunter Der Pfandleiher, Der Glaskasten, L‘heure de la vérité und Die 25. Stunde. In Deutschland wurden zu dieser Thematik in jener Zeit nur einige wenige ambitionierte Fernsehfilme produziert: 1964/65 entstand im Auftrag des NDR „Ein Tag – Bericht aus einem deutschen Konzentrationslager 1939“ aus der Hand von Egon Monk, 1967 drehte Rolf Hädrich für den WDR mit „Mord in Frankfurt“ eine unmittelbare Reaktion auf die Auschwitzprozesse.
Zusätzliche Aktualität erhielt der Film angesichts der Tatsache, dass zehn Tage nach Drehbeginn in Frankfurt am Main die ersten Urteile im ersten Auschwitz-Prozess gefällt wurden. Inspiriert wurde der Filmstoff durch die Aussagen der Auschwitz-Prozess-Zeugin Dunja Wasserstrom gegen den SS-Mann Wilhelm Boger, den Erfinder des nach ihm benannten Folterinstruments.

## Kritiken
Schon zu Drehbeginn befassten sich eine Fülle deutscher Zeitungen mit dem Filmprojekt. Allein im August und September 1965 erschienen Artikel u. a. in folgenden Publikationen: Ruhr Zeitung, Abendzeitung, Der Tagesspiegel, Weser Kurier, Hannoversche Allgemeine Zeitung, Darmstädter Echo. Zahlreiche Besprechungen folgten kurz nach Erscheinen des Films im Juli 1967.

„Die Bürger der Bundesrepublik werden immer wieder mit Prozessen gegen KZ-Verbrecher konfrontiert. Viele sagen und schreiben, daß man die Vergangenheit endlich begraben sollte. Dieser Tendenz versucht dieser Film gewissermaßen als ein ‚optischer Aufruf’ zu Zivilcourage und Bekennermut entgegenzutreten. (…) Schauspielerisch ist der Film hervorragend. Vor allem Irene Papas, die große griechische Schauspielerin, gestaltet in der Rolle der Jüdin die kreatürliche Angst glaubhaft, und ihr Freitod ist der logische Schluß einer Entwicklung, deren Anfang in ihrer Verhaftung lag.“

Das Lexikon des Internationalen Films schreibt: „Trotz einiger guter Ansätze bleibt der menschlich bewegende Film durch seine kolportagehafte Machart und sein Pathos im Vordergründigen stecken.“
Das große Personenlexikon des Films stellte vor allem schauspielerische Einzelleistungen heraus. So heißt es beispielsweise in Heinz Draches Biografie: Ungewöhnlich für seine Filmographie war vor allem das Vergangenheitsbewältigungsdrama „Die Zeugin aus der Hölle“: Dort durfte Drache, diesmal mit ganz leisen Tönen, einen Staatsanwalt spielen, der versucht, mit Hilfe einer ehemaligen Lagerinsassin, einen einstigen KZ-Arzt vor Gericht zu bringen. In der Biografie Hans Zesch-Ballotts wird darauf hingewiesen, dass der Schauspieler seinen Dr. Berger als einen sich jovial gebende(n) ehemalige(n) KZ-Arzt und Sterilisationsexperte(n) anlegte.

„Die psychologische Situation der Zeugen, die sich die Rekonstruktion der erfahrenen Leiden abverlangten und sie im Prozeß neuerlich durchleben mußten, spiegelt sich in dem Zögern der Hauptfigur des Films ZEUGIN AUS DER HÖLLE Lea Weiss, dieses System des Terrors vor einem deutschen Gericht zur Sprache zu bringen. Hinter der Entscheidung zur Aussage, die die Zeugin Lea Weiss im Film für sich schließlich mit Selbstmord beantwortet, standen nicht nur die Zweifel, dem neuerlichen Durchleben des Leidens nicht gewachsen zu sein. Dahinter stand auch der Wunsch, die ganze Wahrheit aussprechen zu können, einschließlich der eigenen Einbezogenheit in das Terrorsystem des Lagers, die das Überleben in Auschwitz möglich gemacht hatte. Nicht nur im Film, so möchte man meinen, sind die schwerwiegenden Zweifel der Zeugin und des Staatsanwalts berechtigt, im Rahmen eines Prozesses – des Auschwitz-Prozesses – diese Problematik aufzuarbeiten. Zahlreiche Parallelen zwischen dem Auschwitz-Prozeß in Frankfurt und der Filmstory über Ermittlungen und Vorbereitungen zu einem Prozeß, angesiedelt in Berlin, lassen sich präzise benennen. Die fiktive Filmstory handelt von einem – fiktiven eben – bereits 1945 veröffentlichten Bericht der Überlebenden Lea Weiss, welcher wiederum einen Staatsanwalt von der Zentralen Stelle in Ludwigsburg Mitte der 60er Jahre dazu veranlaßt, die Zeugin für einen Prozeß ausfindig zu machen. […] Daß ZEUGIN AUS DER HÖLLE ein sehenswerter Kinofilm wurde, kommerziell war er übrigens ein Mißerfolg, verdankt er vor allem auch der überragenden schauspielerischen Leistung von Irene Papas als Lea Weiss, die im Jahr zuvor gerade mit ALEXIS ZORBAS weltweit einen riesigen Kinoerfolg feierte. Die Rolle des Autors Bora Petrovic war mit dem französischen Kinostar Daniel Gelin auch großartig besetzt, in einer undankbaren Rolle allerdings. Er verkörpert keine authentische Figur, ist er doch nicht mehr als ein Gegenüber, eine Projektionsfläche für Lea Weiss. Der Ludwigsburger Staatsanwalt war mit Heinz Drache besetzt, in diesen Jahren vor allem dem Kinopublikum als Polizeiinspektor in deutschen Edgar Wallace Verfilmungen vertraut, ein Beleg dafür, wie allzu deutlich ZEUGIN AUS DER HÖLLE die Insignien des Kinos seiner Zeit repräsentiert.“